# Flaminio del Turco
Pour les articles homonymes, voir Del Turco.
Flaminio del Turco (Sienne, vers 1560-1565 - 1634) est un sculpteur et un architecte italien baroque qui, avec d'autres architectes comme Benedetto Giovannelli (en), Damiano Schifardini et Giovanni Fontana, a produit des édifices d'un style classique harmonieux dans toute la région de Sienne.

## Œuvres
- Projet de l'église Santa Maria di Provenzano (1594), Sienne
- Projet de l'église Santa Lucia (en) Montepulciano et de sa façade en travertin (1653)
- Projet de l'oratoire de l'église Saint-Jean-Baptiste (it), construit par la contrade di Tredicini en 1788, Sienne
- Projet de l'église de la Chiocciola (it), pour la contrade de la Chiocciola, Sienne
- Autel en marbre polychrome de la église San Giovannino della Staffa (en), pour la contrade del Leocorno, Sienne
- Maître-autel en marbre polychrome (1626) de la cathédrale San Cerbone Vescovo, Massa Marittima